# 苫前駅

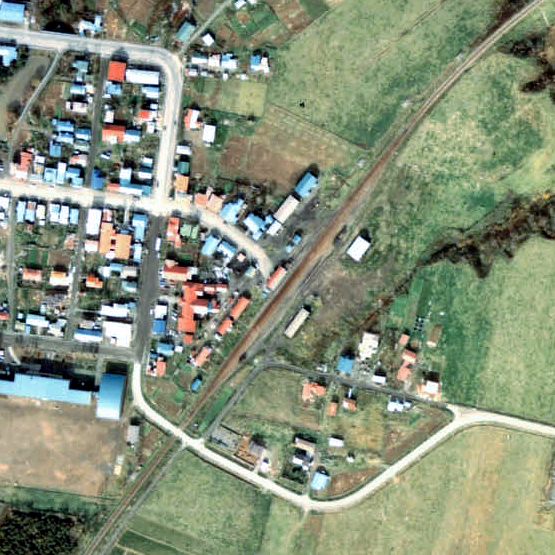
1977年の苫前駅と周囲約500m範囲。右上が羽幌方面。単式ホーム1面1線、駅舎横の貨物ホームに引込み線、駅裏の貨物ホーム側に副本線が2本見えるが、島式ホームは確認出来ない。この町の基幹産業は水産業と農業であり、駅裏のヤードには倉庫が見える。副本線には北と南に、DE15とそのラッセルヘッド車らしき車両が見える。1965年頃まで苫前港から天売、焼尻への定期航路があり、この駅を利用した人や物資の往来も多かった。

苫前駅（とままええき）は、北海道（留萌管内）苫前郡苫前町字苫前にかつて存在した、日本国有鉄道（国鉄）羽幌線の駅（廃駅）である。電報略号はトイ。事務管理コードは▲121612。
1986年（昭和61年）10月まで運行されていた、急行「はぼろ」の停車駅であった。

## 歴史
- 1932年（昭和7年）9月1日 - 鉄道省羽幌線の古丹別駅 - 羽幌駅間延伸開通に伴い、開業[1]。一般駅[1]。
- 1949年（昭和24年）6月1日 - 公共企業体である日本国有鉄道に移管。
- 1982年（昭和57年）3月29日 - 貨物の取り扱いを廃止[1]。業務委託駅となる[3]。
- 1984年（昭和59年）2月1日 - 荷物の取り扱いを廃止[1]。
- 1987年（昭和62年）3月30日 - 羽幌線の廃線（全線廃止）に伴い、廃駅となる[1]。

## 駅構造
廃止時点で、1面1線の単式ホームを有する地上駅であった。ホームは、線路の西側（幌延方面に向かって左手側）に存在した。かつては、単式ホーム・島式ホームを複合した計2面3線のホームと線路、及び貨物側線を有する列車交換が可能な交換駅であった。廃止後撤去された島式ホーム跡への1線が側線として残っており、そのほか幌延方から駅舎側に分岐した側線を1線有していた。
業務委託駅となっており、駅舎は構内の西側に位置し、ホームから少し離れていた。

## 駅名の由来
当駅が所在していた地名より。地名は、アイヌ語の「トマ・オマ・イ→トママイ」（エゾエンゴサク・ある・処）に由来する。

## 利用状況
- 1981年度（昭和56年度）の1日当たりの乗降客数は153人[4]。

## 駅周辺
- 北海道道582号苫前停車場線
- 国道232号（天売国道/日本海オロロンライン）
- 道の駅風Wとままえ
- 苫前町役場
- 羽幌警察署苫前駐在所
- 苫前郵便局
- 留萌信用金庫苫前支店
- 苫前町立苫前中学校
- 苫前町立苫前小学校
- 苫前岬 - 駅から北西に約1.2km[4]。
- 沿岸バス「苫前上町」停留所

## 駅跡

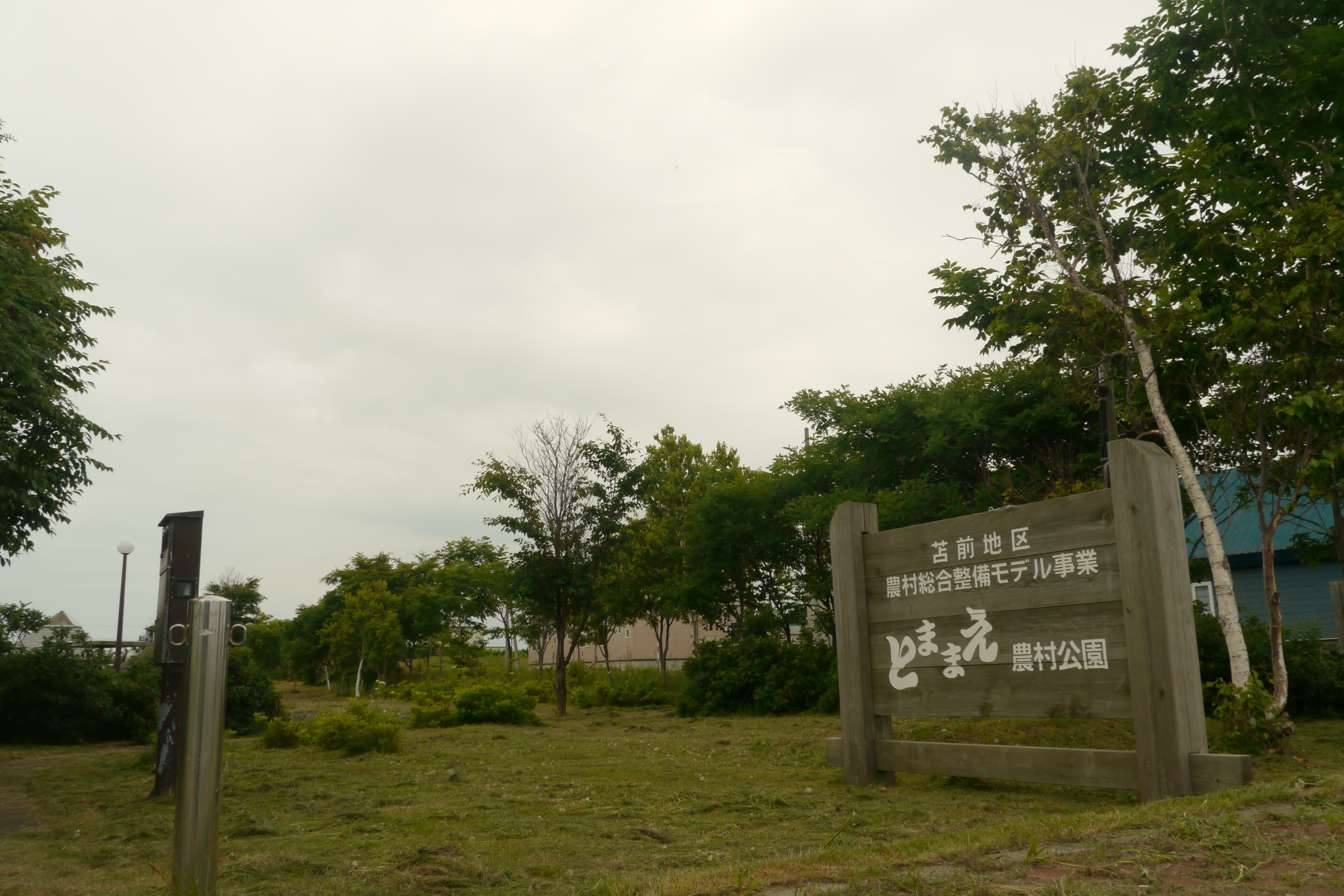
苫前駅跡（とままえ農村公園）

駅舎やホームなどは既に撤去され、1999年（平成11年）時点では、「構内食堂」の看板を持つ廃屋が残存していた。2010年（平成22年）時点では駅跡周辺が「農村公園」に整備され、農業倉庫が残る。

## 隣の駅
日本国有鉄道
羽幌線
上平駅 - 苫前駅 - <興津仮乗降場> - 羽幌駅